# 외된 폰 호르바트

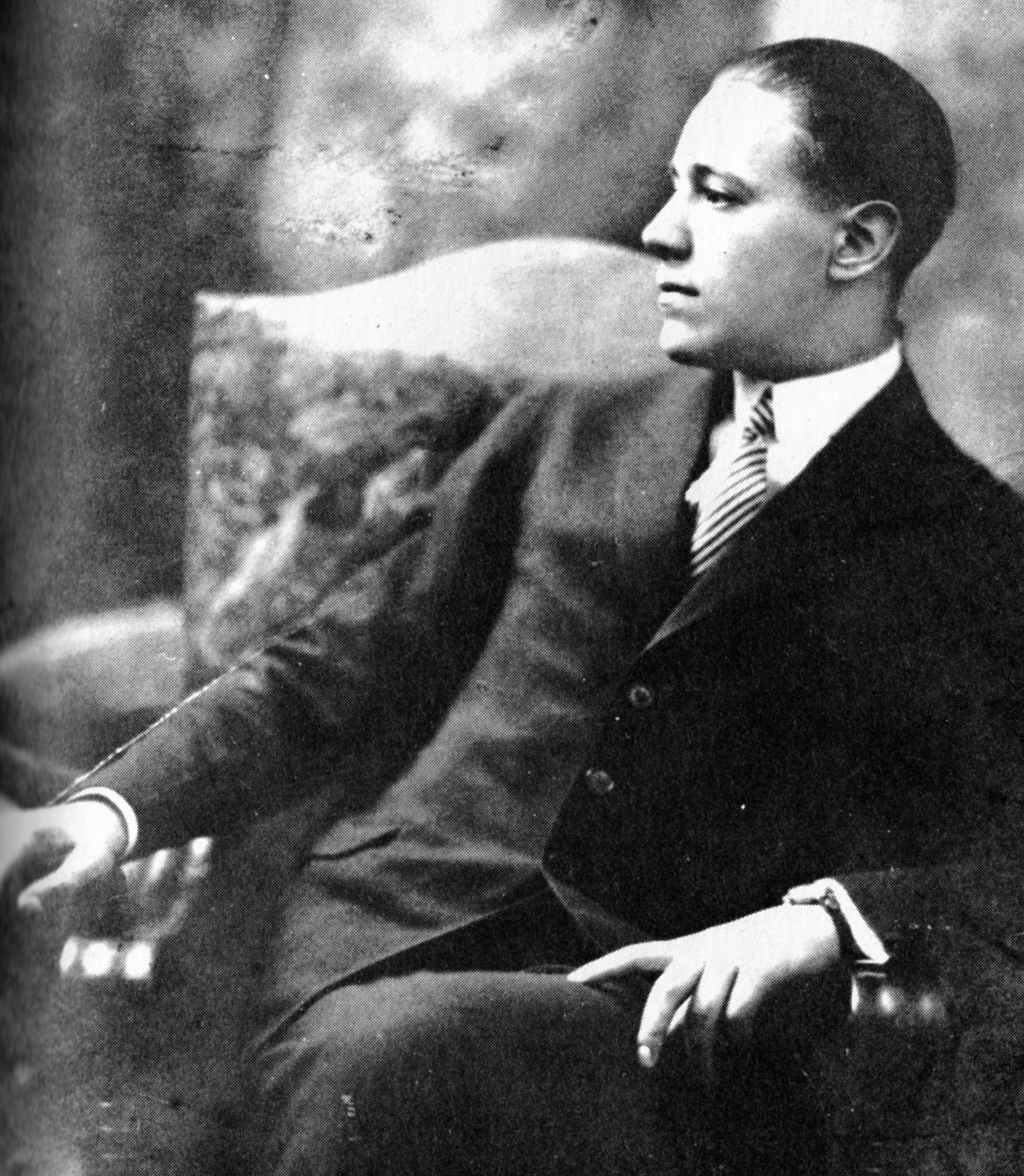
1919년 모습

외된 폰 호르바트(독일어: Ödön Edmund Josef von Horváth, 1901년~1938년)는 독일어로 작품을 쓴 헝가리계 오스트리아 작가로 독일어권의 주요 극작가 중 하나이다.
그는 20세기의 위대한 극작가인 베르톨트 브레히트와 동시대인이며, 같은 시기에 뮌헨 대학을 다니기도 했지만 두 사람 간에 교류가 있었다는 기록은 없다. 성장 배경이나 문학 세계가 전혀 다르긴 하지만 프라하 출신이면서 독일어로 작품을 쓴 프란츠 카프카와 유사한 경우라고 할 수 있을 것이다. 빈의 작가 안톤 쿠(1891∼1941)는 호르바트의 이름에서 풍기는 묘한 인상을 다음과 같이 재미있게 표현했다. “이름이 암살 일지, 지명 수배, 제국 겸 왕국 군대의 잔재처럼 아주 독특하게 들린다.”
일상생활 속에서 엄격한 사회 비판과 풍자를 곁들여 죄과를 추구하는 <빈 숲의 이야기> <센의 미지(未知)의 여인> <사랑, 신앙, 희망> 등을 발표했다. <피가로의 이혼>이나 반전적인 <스라데크> 등도 재평가되고 있다. 망명하던 날 파리의 길가에서 쓰러지는 가로수에 치여 죽었다.
전후 독일에서 호르바트는 완전히 잊혀진 작가가 되었다. 그러다가 1960∼1970년대에 라이너 베르너 파스빈더, 프란츠 크사버 크뢰츠(1946∼), 마르틴 슈페어(1944∼) 등 일련의 극작가들이 사회 비판적인 새로운 민중극을 발표해 독일 연극계를 휩쓸었다. 20세기 후반 민중극의 화려한 부활과 함께 1930년대의 비판적 민중극 작가들인 호르바트와 플라이서가 재발견되어 소위 ‘호르바트 르네상스’를 이루었다. 1960년대의 민중극 작가들은 호르바트나 플라이서를 중요한 모범으로 삼았다. 이런 시대적 상황으로 재발견된 호르바트의 극작품들은 활발히 공연되었을 뿐만 아니라 본격적인 작품 연구가 이루어지기 시작했다. 그리고 이에 때맞춰서 전집도 출간되었다. 이로써 호르바트는 비로소 비판적 민중극의 작가로서 20세기 독일 문학사에 길이 남게 되었다. 1960년대 후반기의 전성기를 거친 후 호르바트는 이제 독일어권 무대에서 현대의 고전 작가로 확고한 자리를 차지하고 있다.

## 작품 목록
- 빈 숲 속의 이야기